# فریدس واکا
فریدس واکا سوارز (متولد ۱۰ سپتامبر ۱۹۶۹) یک کتابدار و سیاستمدار اهل بولیوی است که از سال ۲۰۱۰ تا ۲۰۱۵ به عنوان یکی از اعضای اتاق نمایندگان از بنی خدمت کرده است.
واکا بیشتر دوران حرفه ای خود را به دور از عرصه سیاسی گذراند و به عنوان مدیر بیمارستان ۱۸ نوامبر در سن ایگناسیو د موکسوس و به عنوان کتابدار دانشگاه فنی بنی مرکز بیوشیمی و داروسازی کار کرد.
واکا علیرغم تجربه کم سیاسی که داشت، به عنوان بخشی از تلاش برای نوسازی در میان کادرهای برجسته اپوزیسیون محافظه کار دعوت شد تا برای کسب یک کرسی در مجلس نمایندگان شرکت کند. پس از پایان دوره خود در مجلس، واکا به سمت دولت منطقه‌ای رفت و بخشی از الخاندرو اونزوئتا فرماندار بنی را تشکیل داد. او به عنوان مدیر بخش آموزش و فرهنگ و بعداً دبیر توسعه انسانی فعالیت می‌کرد.

## اوایل زندگی و شغل
فریدس واکا در ۱۰ سپتامبر ۱۹۶۹ در سن ایگناسیو د موکسوس، بنی، از خانواده لوئیس واکا آنیز و کارمن سوارز مندوزا به دنیا آمد. مادرش به عنوان معلم مدرسه روستایی امرار معاش می‌کرد، پدرش به عنوان سرکارگر در مزرعه‌ای کار می‌کرد. به دلیل مشاغل والدینش، واکا بیشتر دوران کودکی خود را تحت مراقبت پدربزرگ و مادربزرگ مادری خود گذراند تا اینکه مادرش در شهر شغل پیدا کرد. واکا تحصیلات اولیه خود را در مدارس محلی در سن ایگناسیو به پایان رساند و سپس به لاپاز رفت تا در مؤسسه باپتیست کانادایی این شهر شرکت کند و همزمان به‌عنوان منشی در مؤسسه سان مارتین دو پورس در همان نزدیکی کار می‌کرد.
در سن ۱۷ سالگی، واکا برای رسیدگی به مسائل خانوادگی به سن ایگناسیو بازگشت، در این مدت وی در مدرسه زنان گیلفردو کورتس کاندیا تحصیل می‌کرد و سرانجام از مرکز آموزش متوسط شهر فارغ‌التحصیل شد. شش ماه پس از اقامتش در آن شهر، او با یک وکیل محلی ازدواج کرد که صاحب یک اداره تجارت حمل و نقل کوچک از سن ایگناسیو به ترینیداد بود. پس از گذراندن مدتی به عنوان مدیر بیمارستان ۱۸ نوامبر، سن ایگناسیو، واکا به ترینیداد، پایتخت دپارتمان نقل مکان کرد، جایی که از ۲۰۰۲ تا ۲۰۰۵، به عنوان کتابدار دانشگاه فنی مرکز بیوشیمی و داروسازی بنی خدمت کرد.

## اتاق نمایندگان

### انتخابات
ورود واکا به سیاست از طریق اتحاد همگرایی ملی (CN)، یک کنسرسیوم سست از نیروهای سیاسی مخالف حرکت برای سوسیالیسم (بولیوی) (MAS-IPSP) تسهیل شد. این ائتلاف پراکنده که برای رقابت در انتخابات عمومی سال ۲۰۰۹ تشکیل شد، استقلال کافی برای رهبران سیاسی منطقه برای تعیین نامزدها در بخش‌های مربوط به خود فراهم کرد.  و فهرستی از نامزدهای اکثراً جوان را با حداقل تجربه حزبی قبلی ارائه کرد. چنین موردی در مورد واکا بود، که برای شرکت در انتخابات بنی ۶۲ دعوت شد، منطقه ای انتخاباتی که استان موکسوس محل سکونت او و استان‌های بالیویان و ماربان اطراف آن را در بر می‌گرفت. واکا در یکی از رقابت تنگاتنگ در کل چرخه انتخاباتی، در صدر قرار گرفت و رقیب خود را با کمی بیش از ۱۰۰ رای شکست داد.

### تصدی
واکا همراه با همکارش، اوسنی مارتینز، در ۱۰ فوریه ۲۰۱۰، بیست و دو روز پس از تشکیل رسمی مجلس قانونگذاری، در مجلس نمایندگان سوگند یاد کرد. در طول تصدی خود، واکا دو دوره غیر متوالی را در کمیته فرهنگ مجلس و یک دوره را در کمیته اقتصاد مبتنی بر جامعه گذراند و به ریاست کمیته کشاورزی انتخاب شد. او که از سال ۲۰۱۱ به عنوان رئیس کمیته کشاورزی خدمت می‌کرد، در سال ۲۰۱۲ به عنوان رئیس هیئت پارلمانی بنی انتخاب گردید و برای یک دوره ریاست آن را بر عهده داشت. او دوره پارلمانی خود را به عنوان بخشی از ریاست مجلس پشت سر گذاشت، تا اینکه تا پایان سال ۲۰۱۵ به عنوان منشی سوم خدمت کرد.

### تکالیف کمیسیون
- ریاست اتاق نمایندگان (دبیر سوم: 2014–2015)[۱۴]
- کمیسیون متکثر اقتصاد، تولید و صنعت
  - کمیته کشاورزی و دامپروری (دبیر: 2011–2012)[۱۵]
  - کمیته اقتصاد و تعاون اجتماعی مبتنی بر جامعه (2013-2014)[۱۶]
- کمیسیون بومی‌های بومی روستایی و ملل، فرهنگ‌ها و بین‌فرهنگی
  - کمیته فرهنگ‌ها، بین فرهنگی و میراث فرهنگی (۲۰۱۰–۲۰۱۱، 2012-2013)[۱۷][۱۸]

## بعد از حرفه سیاسی
پس از پایان دوره تصدی‌اش در مجلس نمایندگان، واکا از سیاست ملی بازنشسته شد، البته نه از خدمات دولتی. در سال ۲۰۲۱، او به نمایندگی از جنبش نظام سوم (MTS) به نمایندگی از استان موکسوس در مجلس قانونگذاری دپارتمان بنی تلاش کرد. اگرچه سیستم انتخاباتی منحصر به فرد بنی عملاً یک کرسی در هر استان را برای حزب اقلیت تضمین می‌کرد، مقام سوم MTS در موکسوس مانع از ورود واکا به مجلس قانونگذاری شد. با این حال انتخاب موفق الخاندرو اونزوئتا از MTS به فرمانداری بنی راه‌هایی را برای واکا برای ادامه مدیریت دولتی باز کرد. او قبل از ورود به کابینه آنزوئتا در اوایل سال ۲۰۲۲ به عنوان مدیر بخش آموزش و فرهنگ منصوب شد، جایی که او به عنوان وزیر توسعه انسانی خدمت کرد.

## تاریخچه انتخابات
| سال                                                      | دفتر      | اتحاد | اتحاد         | آراء  | آراء   | آراء | نتیجه | منبع.  |
| سال                                                      | دفتر      | اتحاد | اتحاد         | جمع   | %      | P.   | نتیجه | منبع.  |
| -------------------------------------------------------- | --------- | ----- | ------------- | ----- | ------ | ---- | ----- | ------ |
| ۲۰۰۹                                                     | قائم مقام |       | همگرایی ملی   | ۵٬۹۵۶ | ۴۴٫۷۱٪ | 1st  | پیروز | [ ۲۵ ] |
| ۲۰۲۱                                                     | عضو مجلس  |       | جنبش نظام سوم | ۱٬۱۱۱ | ۱۷٫۴۹٪ | 3rd  | شکست  | [ ۲۶ ] |
| Source: Plurinational Electoral Organ \| Electoral Atlas |           |       |               |       |        |      |       |        |